# Vestvågøy
68°12′41″N 13°48′31″Ø / 68.21139°N 13.80861°Ø
Vestvågøy er en økommune i Lofoten i Nordland fylke i Norge. 
Befolkningen er hovedsagelig koncentreret  rundt om Buksnesfjorden, det vil sige omkring kommunecenteret Leknes og «tvillingebyen» Gravdal hvor man fidner Lofoten Sygehus, samt videre ud mod Ballstad. Den ca. 10 km lange strækning langs Buksnesfjordens vestside Leknes-Gravdal-Ballstad, har lidt over 5.000 indbyggere. 
I Leknes er solen over horisonten (midnatssol) fra 26. maj til 17. juli, og om vinteren er solen under horisonten fra 9. december til 4. januar. 
Utakleiv, Eggum, Vestresand og Kvalnes er yndede steder at betragte midnatssolen. 

## Historie
På Borg ligger det største hus (80 meter) der er fundet fra vikingetiden. Lofotr Vikingmuseum består af en rekonstruktion i fuld størrelse samt en udstilling med mange genstande fra udgravningerne. 
Vestvågøy kommune blev dannet 1. januar 1963 da kommunerne Borge, Buksnes, Hol og Valberg blev slået sammen til en ny storkommune. Den nyetablerede kommune havde da 12.288 indbyggere.
Hvaler fra hvalfangst blev taget i land i det 20. århundrede.

## Geografi
Øens centrale dele er flade og domineres af landbrug.
Vestvågøy er som Lofoten i øvrigt et yndet turistmål med høje fjelde, på sydsiden charmerende fiskelejer  som Ballstad og Stamsund, og på øens vestside hvide sandstrande som  Hauklandsstranden, Viksanden, Unstad, Utakleiv og Eggum. På Eggum findes Eggum naturreservat.

## Administration
Leknes, som for øvrig fik bystatus i 2002, er kommunecenter for Vestvågøy, som er Lofotens mest folkerige kommune med sine 10.745 indbyggere. Leknes ligger geografisk midt i Lofoten, ca., 68 km vest for Svolvær og ca. 65 km øst for Å. Leknes er et handelscentrum og et kommunikationsknudepunkt for Lofoten.

## Transport
Stamsund har daglige anløb af Hurtigruten. 
Leknes Lufthavn er en kortbaneflyveplads med 7 daglige afgange mellem Leknes og Bodø i hver retning, og enkelte afgange til Svolvær. Leknes er udgangspunkt for bussruter til resten af Lofoten. Leknes Havn er en af Norges vigtigste og mest besøgte havne for krydstogtsskibe med ca. 70 anløb om året. 

## I populærkultur
Tv-serien Nak & Æd er delvist filmet i Mortsund.